# ويلسون د. واتسون
ويلسون د. واتسون (بالإنجليزية: Wilson D. Watson)‏ هو عسكري أمريكي، ولد في 16 فبراير 1922 في توسكومبيا في الولايات المتحدة، وتوفي في 19 ديسمبر 1994 في راسلفيل في الولايات المتحدة.